# منخفض الهند الموسمي (رواية)
منخفض الهند الموسمي هي رواية للأديب المصري الراحل أسامة أنور عكاشة صدرت لأوّل مرّة في مايو من عام 2000 عن مؤسسة الجمهورية للطبع والنشر والتوزيع ضمن سلسلة كتاب الجمهورية، ثُم أعادت الهيئة المصرية العامة للكتاب طبعها ونشرها في عام 2001 ضمن سلسلة مكتبة الأسرة، ثُمّ أعادت دار كتوبيا للنشر والتوزيع نشرها مؤخّرًا في 26 يناير 2022، وقد اقتبس عن الرواية مُسلسل درامي تليفزيوني عُرض خلال شهر رمضان عام 2013 بعنوان "موجة حارة".

## عن الرواية
تغوص رواية منخفض الهند الموسمي في أوساط ممتهني القوادة وتسيير البغاء أو ما يعرف باسم تجارة الرقيق الأبيض لتكشف خبايا هذا العالم وما يمتلئ به من فجاجة وقسوة واستغلال حيال من أجبرتهم ظروف الفقر ومصاعب الحياة لسلوك أحد المسارات الخاطئة. تبدأ أحداث الرواية بعدما تعثر الشرطة على جثة فتاة مقتولة بأحد المساكن النائية، والتي ترجح الشرطة كونها لإحدى العاملات بالدعارة. فيبدأ ضابط مباحث حماية الآداب سيد العاجاتي التحقيق لكشف ملابسات الحادث، ومن ثم يكتشف أن عدوه القديم الذي يعمل قواد والذي أفلت من قبضته عدة مرات ولم يحاسب على جرائمه تربطه صلة بحادث مقتل الفتاة ويجد العلاقات الاجتماعية تتشابك بين أطراف القصة مما يعقد الأمور أكثر فأكثر، ويزيد من تعقيدها المشكلات التي يواجهها في حياته وتكاد تعصف باستقراره الأسري ويأتي كل هذا متزامنا مع مرور منخفض الهند الموسمي بالبلاد.

## شخصيات الرواية
- سيد العجاتي: ضابط شرطة بإدارة مباحث شرطة حماية الأداب.
- خضرة الشناوية: والدة حمادة غزلان
- حمادة غزلان: أحمد ربيع عبد الحي ويشتهر باسم حمادة غزلان وهو قواد سابق.
- سعد العجاتي: عم سيد العجاتي وهو رجل دين.
- نبيل العجاتي: شاب مهتم بالعمل السياسي وينتمي إلى صفوف معارضي النظام وهو شقيق سيد العجاتي.
- أم ممدوح: والدة سيد ونبيل العجاتي ويكن لها سعد العجاتي احترام خاص لكونها مربيته.
- محسن العرايشي: صديق حمادة غزلان.
- شاهندة: زوجة سيد العجاتي.
- عواطف رشيد: أم شاهندة.
- إجلال: زوجة حمادة غزلان الأولى.
- نوسة زوجة حمادة غزلان الثانية.
- شيرين غزلان: ابنة حمادة غزلان وإجلال.
- سمير غزلان: ابن حمادة غزلان وإجلال.

## أعمال مُقتبسة عن الرواية
في 10 يوليو 2013/ / 1 رمضان 1434 وبعد حوالي ثلاث أعوام من رحيل الكاتب المصري أسامة أنور عكاشة بدأت شبكة قنوات إم بي سي عرض مسلسل تليفزيوني مأخوذ عن رواية منخفض الهند الموسمي بعنوان موجة حارة، وكان المسلسل من إخراج محمد ياسين وبطولة كل من إياد نصار، ورانيا يوسف، وجيهان فاضل، وبيومي فؤاد، وخالد سليم، وسيد رجب، ومعالي زايد، وهنا شيحة، ودرة زروق، ودينا الشربيني، ورمزي لينر، وصبا مبارك، وعايدة عبد العزيز، ومدحت صالح، وهالة فاخر.